# Mius
Mius (tiếng Ukraina: Міус, tiếng Nga: Миус) là một sông tại Đông Âu, chảy qua Ukraina và Nga. Sông dài 258 kilômét (160 mi), diện tích lưu vực là 6.680 kilômét vuông (2.580 dặm vuông Anh).

## Địa lý
Đầu nguồn sông Mius nằm trên dãy núi Donetsk thuộc tỉnh Donetsk. Sông chảy qua tỉnh Donetsk và tỉnh Luhansk tại miền Đông Ukraina; sau đó chảy sang tỉnh Rostov của Nga. Cửa sông Mius nằm trong vịnh Taganrog thuộc biển Azov, phía tây của thành phố Taganrog.
Sông chảy qua các huyện (Perevalsk và Antratsyt của tỉnh Luhansk và huyện Shakhtarsk của tỉnh Donetsk), và các huyện (Kuybyshevsky, Matveevo-Kurgansky Neklinovsky thuộc tỉnh Rostov của Nga. Ranh giới hành chính giữa tỉnh Luhansk và tỉnh Donetsk đi dọc theo sông Mius ở đoạn giữa các làng Mius và Kniahynivka của tỉnh Luhansk.

## Đặc điểm
Thung lũng sông Mius ở thượng lưu có hình chữ V, chiều rộng thay đổi từ 0,2 đến 1,2 km; thung lũng sông ở hạ lưu thuộc vùng thảo nguyên, rộng 5–6 km. Ở một số vùng tại thượng lưu không có nước chảy thường xuyên, ở vùng trung lưu và hạ lưu sông chảy liên tục, chiều rộng của bãi bồi sông là 800 m; hai bờ sông có các thảm thực vật đồng cỏ và cây bụi bao phủ. Dòng chảy sông quanh co và có chiều rộng 15−25 m (ở vùng hạ lưu lên đến 45 m). Độ sâu của sông tại vùng nước sâu là 6 m, trên các ghềnh giảm xuống còn 0,5 m.
Các nhánh chính: Glykhaya, Olkhovchik, Krynka (hữu), Miusik, Krepenkaya, Nagolnaya (tả).
Nguồn nước sông chủ yếu là từ tuyết và mưa. Sông bị đóng băng vào tháng 12, tan băng vào tháng 3. Lũ mùa xuân là điểm đặc trưng.
Trong lưu vực Mius, có một số hồ chứa nước nhỏ được sử dụng để cung cấp nước cho công nghiệp, thủy điện và cải tạo đất. Các cơ sở giải trí nằm trên bờ sông và các hồ chứa. Pháo đài Semenovskaya được xây dựng ở cửa sông vào cuối thế kỷ 17.

## Lịch sử
Năm 1941, trong Thế chiến II, Tướng quân Đức Paul Ludwig Ewald von Kleist cho lập một tuyến phòng thủ kiên cố mang tên là "Mặt trận Mius" dọc theo sông Mius. Đây là nơi diễn ra các trận đánh ác liệt trong trận Rostov trong Chiến dịch phòng thủ Rostov 1941-1943. Trong Cuộc tấn công chiến lược Donbas năm 1943, quân đội Liên Xô cuối cùng đã đột phá được Mặt trận Mius gần làng Kuybyshevo. Vào tháng 8 năm 1943, tuyến này bị bỏ dở do cuộc rút lui chung của Wehrmacht đến tuyến Dnepr. "Mặt trận Mius" đã trì hoãn đáng kể bước tiến của Hồng quân trên hướng Nam: nếu Rostov-na-Don được giải phóng vào tháng 2 năm 1943, thì Taganrog chỉ được giải phóng vào ngày 30 tháng 8 năm 1943.

## Từ nguyên
Mius là một danh từ trải rộng khắp vùng Volga (Miuss) đến vùng Ural (Miass) và có từ nguyên từ nhóm ngôn ngữ Iran (như tiếng Tajik thì Mis nghĩa là đồng), tương ứng với sự định cư trong lịch sử của các dân tộc nói hệ ngôn ngữ Iran (người Scythia, người Sarmatia) trong khu vực này. Giả thuyết này được hỗ trợ bởi thực tế là có nhiều mỏ đồng ở Donbas trong thời đại đồ đồng.).
Theo một phiên bản khác, cụm từ này được dựa trên từ "mius" trong tiếng Turk, được trình bày dưới nhiều biến thể khác nhau trong các ngôn ngữ Turk. Nghĩa của nó là "sừng", "góc". Vào thời cổ đại, nhiều dân tộc khác nhau gọi nơi hợp lưu của hai con sông là góc. Tại đoạn sông Mius gần Azov có thể là khu vực mà sông Krynka chảy vào đó khi xưa. Theo phiên bản thứ ba, từ "miyush" trong các ngôn ngữ Turk có nghĩa đen là - "đầm lầy", "bẩn", rõ ràng là đặc trưng cho vùng đầm lầy của sông với lau sậy mọc um tùm. Phiên bản này được xác nhận bởi các tài liệu ngoại giao của Đại công tước Moskva vào thế kỷ 15, trong đó sông được gọi là Miyush.